# Marc Guillaume (haut fonctionnaire)
Pour les articles homonymes, voir Marc Guillaume et Guillaume.
Marc Guillaume, né le 14 décembre 1964 à Neuilly-sur-Seine (Seine), est un haut fonctionnaire français.
Conseiller d'État, il est préfet de Paris, préfet de la région Île-de-France depuis le 17 août 2020, après avoir été secrétaire général du gouvernement de 2015 à 2020 et du Conseil constitutionnel de 2007 à 2015, et avoir exercé dans plusieurs directions ministérielles (Défense et Justice).

## Biographie

### Famille et études
Marc Guillaume naît à Neuilly-sur-Seine le 14 décembre 1964. Il est le fils de Gilbert Guillaume, conseiller d'État, juge et président de la Cour internationale de justice. Contexte indique que Marc Guillaume est « très proche du constitutionnaliste Guy Carcassonne ».
Marc Guillaume est marié à Guénola de Méhérenc de Saint-Pierre avec qui il a trois enfants.
Il est diplômé de l'Institut d'études politiques de Paris (promotion 1989) et ancien élève de l’École nationale d'administration (promotion Victor-Hugo, 1991).

### Parcours professionnel

#### Au sein de la haute fonction publique
Il intègre le Conseil d’État en 1991, à sa sortie de l'ENA. Il y est auditeur jusqu'en 1994, puis maître des requêtes.
En 1996, il devient directeur des affaires juridiques au ministère de la Défense. Il reste à ce poste jusqu'en 1997, puis occupe les fonctions de directeur des affaires civiles et du sceau au ministère de la Justice jusqu'en 2007. Selon Libération, à ce poste, il « aurait forcé la main du ministre [de la Justice] Pascal Clément » pour la signature d'un arrêté controversé qui permet aux diplômés du master de droit de l'Institut d'études politiques de Paris de se présenter directement à l'examen du barreau.
De 2007 à 2015, il est secrétaire général du Conseil constitutionnel, sous la présidence de Jean-Louis Debré. Le Monde considère qu'« en huit ans de présence au Conseil, M. Guillaume aura profondément contribué à la rénovation de l’institution. À commencer par la mise en œuvre de la question prioritaire de constitutionnalité (QPC), qui a proprement révolutionné le fonctionnement de la haute juridiction ».
En 2018, il est pressenti pour succéder à Jean-Marc Sauvé à la vice-présidence du Conseil d’État, ; mais Bruno Lasserre lui est préféré.

#### Secrétaire général du gouvernement
En mars 2015, Marc Guillaume est nommé secrétaire général du gouvernement. Il remplace Serge Lasvignes, qui est alors nommé directeur du Centre Pompidou. En tant que secrétaire général du gouvernement, Contexte souligne que s'il est « inconnu du grand public, [il] n'en est pas moins l’un des personnages les plus puissants de l’État ». Marianne le présente comme « le technocrate le plus puissant de France » et considère qu'il « a davantage d'influence que bien des ministres ». On lui prête les surnoms de « Léviathan », « Dieu », « Premier ministre bis », « Imperator », ou encore « Monsieur non ». En 2015, il inspire au président de la République François Hollande la proposition de retirer la nationalité française aux terroristes bi-nationaux, mais cette proposition est critiquée par une partie de la gauche, ce qui conduit à son abandon,.
Il reste en poste après l'élection présidentielle de 2017, en dépit de l'annonce par Emmanuel Macron de la mise en place d'un système des dépouilles (spoils system). Il est réputé particulièrement proche de Benoît Ribadeau-Dumas, directeur de cabinet du Premier ministre Édouard Philippe, ces deux derniers étant également issus du Conseil d’État.
La revue Contexte ajoute qu'il « n’hésite pas à sortir de son rôle de conseiller juridique du Premier ministre pour présider – à la place du directeur de cabinet – les réunions interministérielles (RIM) et émettre un avis sur l’opportunité politique des textes. […] Placé dans une tour de contrôle de l’État, Marc Guillaume auditionne tous les candidats que le gouvernement envisage de nommer en Conseil des ministres – c’est-à-dire rien de moins que les préfets, les directeurs d’administrations centrales, les ambassadeurs… »
À ce poste, il rédige notamment le projet de réforme constitutionnelle préparé en 2018. Contexte indique que « les observateurs lui attribuent, au-delà de la forme juridique, le fond « politique » du projet de loi. En clair, des mesures affaiblissant le pouvoir législatif. […] comme beaucoup de hauts fonctionnaires, Marc Guillaume juge que le texte qui sort du Conseil des ministres pour être examiné au Parlement est déjà parfait. Et que les parlementaires n’ont pas à mettre leur nez dans les décrets d’application ». À ce titre, il s'oppose à Gérard Larcher, président du Sénat, au sujet de la constitutionnalité de la limitation du cumul des mandats dans le temps, introduite dans la réforme.
Le Monde relève en 2015 qu'« il suscite, chez tous ceux qui l’ont fréquenté, les mêmes éloges », et estime que son parcours « le situe dans la lignée des grands noms qui ont marqué le poste de secrétaire général du gouvernement, comme Jean-Marc Sauvé […] ou Renaud Denoix de Saint Marc […] ». Contexte indique en 2018 que « son efficacité est […] unanimement reconnue ».
Selon Laurent Mauduit et Martine Orange de Mediapart, il « a des comportements qui ne sont pas toujours appréciés au Conseil d’État, dont il est issu », étant « réputé pour être préoccupé de sa carrière et accommodant avec le pouvoir » ; les deux journalistes assurent qu'il est « même capable de mentir publiquement, afin de ne pas bousculer ou importuner des puissants », « comme Mediapart en a établi la preuve lors d’une enquête sur la rémunération illégale perçue par des parlementaires siégeant à la commission de surveillance de la Caisse des dépôts ».
En 2019, Mediapart affirme qu’il souhaiterait devenir vice-président du Conseil d'État en janvier 2022, quand Bruno Lasserre, alors détenteur de la fonction, arrivera au terme de son mandat.
Il est remercié le 15 juillet 2020 à la demande du nouveau Premier ministre, Jean Castex. Le Monde souligne qu'« il est rarissime [...] qu’un secrétaire général du gouvernement, censé incarner la continuité de l’État, soit remplacé quand arrive un nouveau premier ministre », et rappelle que « seule la première cohabitation entre François Mitterrand et Jacques Chirac a eu raison du titulaire du poste, Jacques Fournier, remplacé par Renaud Denoix de Saint Marc, en 1986 ». La durée d'exercice de Marc Guillaume (cinq ans) est inférieure à la moyenne de ses prédécesseurs à ce poste (huit ans). Selon Le Point, il « était peu apprécié des membres du gouvernement », « accusé de réécrire de A jusqu'à Z les textes et de freiner les réformes ». Le Monde indique qu'« une source gouvernementale fait état de « tensions » entre MM. Castex et Guillaume quand le premier est arrivé sur les terres du second en tant que responsable de la stratégie de déconfinement au printemps ». Le Monde estime également que ce départ « signe la volonté de reprise en main de l’appareil d’État par Emmanuel Macron, qui s’agace depuis des mois d’une supposée difficulté à faire adopter et appliquer ses réformes ». Alexis Kohler, secrétaire général de l'Élysée, tente en vain de convaincre Emmanuel Macron de le maintenir.

#### Préfet de la région Île-de-France et préfet de Paris
Le 22 juillet 2020, il est nommé en conseil des ministres préfet de la région Île-de-France, préfet de Paris (hors classe), à compter du 17 août 2020.
L'hebdomadaire Marianne relève le décalage entre ce poste, « le plus prestigieux » du corps préfectoral, et la carrière de Marc Guillaume, qui n'a « jamais travaillé dans la préfectorale, ni manifesté le moindre intérêt pour cette branche de la fonction publique » et n’a « jamais [été] membre d'un cabinet ministériel ». Un parallèle est fait entre cette nomination et celle en 1990 de Christian Sautter, secrétaire général adjoint de François Mitterrand : ce serait dans les deux cas une « récompense pour un fidèle », et un poste d'attente pour Marc Guillaume à qui la vice-présidence du Conseil d'État aurait été promise.
Il prend ses fonctions le 17 août 2020, et participe à la cérémonie du ravivage de la flamme du soldat inconnu sous l’Arc de Triomphe.
Dans le cadre des Jeux Olympiques Paris 2024 il est garant de la qualité de l'eau de la Seine afin que les athlètes puissent y concourir. Il s'y baigne le 17 juillet 2024 avec la maire de Paris, Anne Hidalgo. Après les Jeux, l'objectif est de rendre la Seine baignable pour les Parisiens les étés suivants .

### Autres fonctions et centres d'intérêt
Marc Guillaume est membre du Club des juristes et du conseil d'administration de l'École nationale d'administration,,.
Le Monde indique qu'il « cultive une passion pour les vins de Bourgogne, où il a ses racines familiales. Il a ainsi beaucoup œuvré, aux côtés de l’association constituée à cet effet, pour que les climats du vignoble de Bourgogne soient inscrits au Patrimoine mondial de l’Unesco ».
Le 1er septembre 2021, il est nommé en Conseil des ministres délégué interministériel au projet Euro Disneyland en France, en complément de ses fonctions de préfet de la région Île-de-France.

## Controverses

### Démission de Jean-Paul Delevoye du gouvernement
En décembre 2019, Le Monde met en cause son « indulgence » envers Jean-Paul Delevoye, au lendemain de sa démission de ses fonctions de Haut-Commissaire aux retraites : le quotidien assure disposer d'informations selon lesquelles le Secrétaire général du gouvernement « était au courant du cumul de rémunérations opéré par le haut-commissaire lorsqu’il était chargé de la réforme des retraites », et qui n'était pas mentionné dans la déclaration de l'intéressé auprès de la Haute Autorité pour la transparence de la vie publique,.
Jean-Paul Delevoye affirme que Matignon était pleinement informé de sa situation, et que les services du Premier ministre connaissaient le cumul des fonctions publiques et privées qu'il exerçait depuis sa nomination comme haut-commissaire chargé de la réforme des retraites en 2017. Matignon assure de son côté que Marc Guillaume a respecté les procédures, ce que Mediapart met en doute ; le journal estime toutefois que « si Marc Guillaume a été complaisant, il n’a pas été le seul », mettant en cause Édouard Philippe.

### Accusations de sexisme
En août 2020, le quotidien Le Monde révèle l’existence d’une note signée le 8 mars 2018 par l’ensemble des conseillères de la présidence de la République mettant en cause des comportements sexistes subis de la part de hauts fonctionnaires, et visant implicitement Marc Guillaume. Le Monde cite plusieurs propos dévalorisants ou déplacés tenus à l’égard de conseillères sous couvert de plaisanterie, et relève que ce comportement était déjà connu lorsqu’il était directeur des affaires civiles et du sceau. Niant tout comportement misogyne, Marc Guillaume estime au contraire avoir « engagé de nombreuses actions pour lutter contre la misogynie et en faveur de l’égalité entre les femmes et les hommes ».
Benoît Ribadeau-Dumas, directeur du cabinet d'Édouard Philippe, aurait prévenu Marc Guillaume de l'existence de la note, et celui-ci aurait par la suite « peu à peu » cessé de faire de telles remarques. La journaliste Raphaëlle Bacqué estime que cette note a pesé, avec retard, dans son éviction du poste de secrétaire général du gouvernement.

### Affaire Olivier Duhamel
Le 13 janvier 2021, il déclare dans un communiqué quitter ses fonctions de membre du conseil d’administration de l'Institut d'études politiques de Paris, de vice-président du club Le Siècle et de co-directeur de la revue Pouvoirs en raison des accusations d'agressions sexuelles incestueuses portées à l'encontre d'Olivier Duhamel, dont il est proche et qui préside ou dirige ces trois institutions,. Il déclare ignorer « totalement » les actes d'Olivier Duhamel et se sentir « trahi », et « condamne absolument ces actes » ; sollicité par Le Monde, il refuse d'indiquer s’il avait été alerté des faits début 2018,,.

## Publication
- avec Guy Carcassonne, La constitution, Points, 2017, 489 p. (lire en ligne)
- Jean Laronze, peintre de la Bourgogne, Somogy Éditions d'art, 2005  (ISBN 2-85056-845-7).

## Distinctions et honneurs

### Décorations françaises
Marc Guillaume est nommé au grade de chevalier dans l'ordre national de la Légion d'honneur le 31 décembre 2008 au titre de « secrétaire général du Conseil constitutionnel ; 20 ans de services civils et militaires ». Il est fait chevalier de l'ordre le 11 février 2009 et promu au grade d'officier dans l'ordre le 14 avril 2017 au titre de « secrétaire général du Gouvernement ». Fait officier de l'ordre le 13 mai 2017, il est promu au grade de commandeur dans l'ordre le 29 décembre 2022 au titre de « préfet de la région d'Ile-de-France, préfet de Paris ». Fait commandeur le 23 juin 2023, il est élevé à la dignité de grand officier dans l'ordre, à titre exceptionnel, le 29 janvier 2025 au titre de « préfet de la région Île-de-France, préfet de Paris ».
Il est nommé au grade de chevalier dans l'ordre national du Mérite le 14 mai 2004 au titre de « directeur des affaires civiles et du sceau au ministère ; 16 ans de services civils et militaires ». Fait chevalier de l'ordre le 1er juillet 2004, il est promu au grade d'officier dans l'ordre le 2 mai 2012 au titre de « secrétaire général du Conseil constitutionnel ».

### Décoration internationales
- Ordre olympique échelon argent (Comité international olympique), le 12 août 2024[37].